# Grubhub

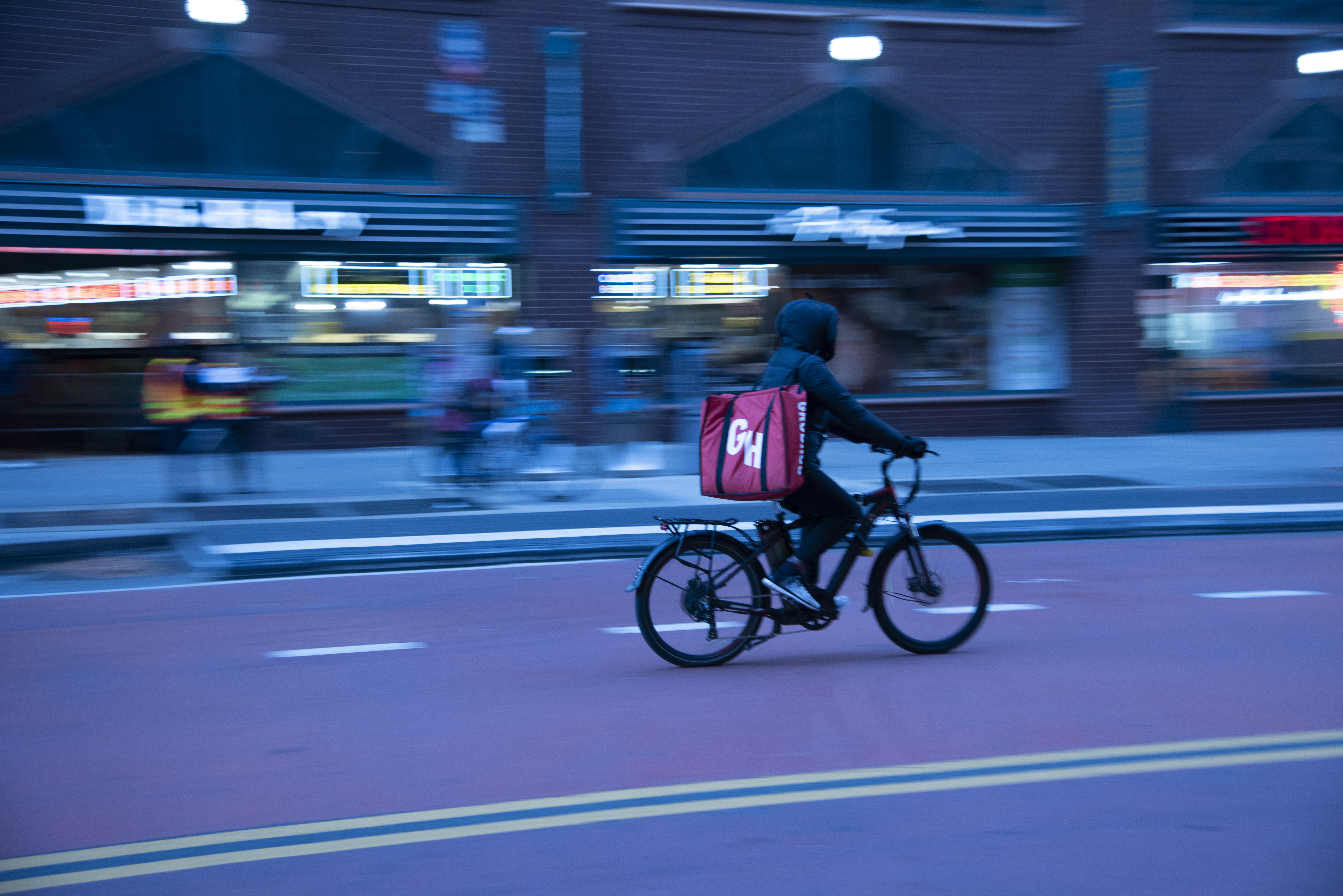
Un livreur Grubhub en livraison à New York

Grubhub est une entreprise américaine de livraison de repas. Le siège social de Grubhub est situé à Chicago. Son activité s'étend aux États-Unis et au Royaume-Uni.

## Histoire
Grubhub est fondé en 2004.
En 2004, Grubhub a été fondée par Matthew Maloney et Michael Evans pour fournir une alternative aux menus papier .
En 2011, Grubhub acquiert Dotmenu qui possède les marques Allmenus et Campusfood. En décembre 2015, Grubhub acquiert Delivered Dish et en août 2016, il acquiert LAbite.
En 2013, Grubhub fusionne ses activités avec Seamless. Le nouvel ensemble qui reprend le nom de Grubhub est introduit en bourse en avril 2014.
En août 2017, Yelp vend Eat24 à Grubhub pour 287,5 millions de dollars.
À la mi-2020, en pleine pandémie de coronavirus, alors que la demande de services de livraison de nourriture provenant de restaurants et de plats à emporter augmentait, Grubhub a annoncé qu'il veillait à la sécurité de ses chauffeurs en proposant des livraisons sans contact ainsi que la possibilité de commander un enlèvement pour les personnes qui se sentent plus à l'aise pour aller chercher la nourriture elles-mêmes.
En juin 2020, Takeaway annonce l'acquisition de Grubhub pour 7,3 milliards de dollars,.

## Principaux actionnaires
Au 21 avril 2020.
| Caledonia Investments   | 15,3% |
| Baillie Gifford         | 10,6% |
| The Vanguard Group      | 8,96% |
| Thomas H. Lee Partners  | 6,82% |
| UBS Securities          | 5,51% |
| Warburg Pincus          | 4,31% |
| FIL Investment Advisors | 3,89% |
| BlackRock Fund Advisors | 3,31% |
| SSgA Funds Management   | 3,14% |
| Carmignac Gestion       | 3,11% |